# Цитозоль
Цитозо́ль (англ. cytosol, происходит от греч. κύτος — клетка и англ. sol от лат. solutio — раствор) — жидкое содержимое клетки. Большую часть цитозоля занимает внутриклеточная жидкость. Цитозоль разбивается на компартменты при помощи разнообразных мембран. У эукариот цитозоль располагается под плазматической мембраной и является частью цитоплазмы, в которую, помимо цитозоля, входят митохондрии, пластиды и другие органеллы, но не содержащаяся в них жидкость и внутренние структуры. Таким образом, цитозоль представляет собой жидкий матрикс, окружающий органеллы. У прокариот большая часть химических реакций метаболизма происходит в цитозоле, и лишь небольшая их часть происходит в мембранах и периплазматическом пространстве. У эукариот, хотя многие реакции протекают в органеллах, некоторые реакции, например, гликолиз или синтез жирных кислот, происходят в цитозоле.
Химически цитозоль представляет собой сложную смесь веществ, растворённых в жидкости. Хотя большая часть цитозоля представлена водой, его структура и свойства внутри клеток изучены недостаточно. Концентрации ионов, таких как катионы калия и натрия, различаются в цитозоле и внеклеточной жидкости. Эта разница концентраций существенна для таких процессов, как осморегуляция, передача сигнала и генерация потенциала действия в возбудимых клетках, таких как эндокринные, нервные и мышечные клетки. В цитозоле также содержится много макромолекул, которые могут изменять поведение молекул посредством эффекта скученности макромолекул (англ. Macromolecular crowding).
Хотя ранее цитозоль рассматривали как простой раствор молекул, он имеет несколько уровней организации. В их числе градиенты концентраций ионов (например, кальция), крупные ферментативные комплексы, которые взаимодействуют друг с другом и осуществляют разнообразные химические реакции, а также белковые комплексы вроде карбоксисом и протеасом, которые заключают в себе часть цитозоля.

## Определение
Термин «цитозоль» был предложен в 1965 году Генри Ларди (англ. Henry A. Lardy) и первоначально использовался в отношении жидкости, которая выходит из повреждённых клеток и при ультрацентрифугировании которой оседают нерастворимые компоненты. Растворимые клеточные экстракты не идентичны растворимой части цитоплазмы и обычно называются цитоплазматической фракцией.
В настоящее время термин «цитозоль» используется для обозначения жидкой фракции цитоплазмы живой (интактной) клетки. В состав цитозоля не входят жидкости, находящиеся внутри органелл. Чтобы избежать путаницы в употреблении термина «цитозоль» в отношении жидкой части цитоплазмы и экстрактов клеток, для обозначения жидкой части цитоплазмы живых клеток иногда используется термин «водянистая цитоплазма» (англ. aqueous cytoplasm).

## Свойства и состав
Доля объёма клетки, приходящаяся на цитозоль, варьируется: в то время как у бактерий цитозоль обеспечивает сохранение структуры клетки и занимает почти весь её объём, у растений большая часть объёма клетки приходится на крупную центральную вакуоль. Цитозоль состоит, главным образом, из воды, растворённых ионов, малых молекул и крупных водорастворимых молекул (например, белков). Большая часть небелковых молекул цитозоля имеет массу до 300 Да. Цитозоль включает колоссальное количество метаболитов: например, у растений в клетках должно производиться до 200 000 метаболитов, а в одной дрожжевой клетке или клетке бактерии Escherichia coli должно образовываться около тысячи молекул.

### Вода
Большую часть объёма цитозоля составляет вода (около 70 % в типичной клетке). рН внутриклеточной жидкости составляет 7,4, при этом у человека рН цитозоля составляет от 7,0 до 7,4 и имеет большее значение в случае растущих клеток. Вязкость цитоплазмы примерно такая же, как у воды, хотя скорость диффузии малых молекул через эту жидкость примерно в 4 раза меньше, чем в чистой воде, из-за столкновений с многочисленными макромолекулами. На примере рачков-артемий было показано, как вода влияет на клеточные функции. Показано, что сокращение доли воды в клетке на 20 % останавливает метаболизм, причём при высыхании клетки скорость метаболизма прогрессирующе падает, и всякая метаболическая активность прекращается, когда уровень воды в клетке падает на 70 % ниже нормы.
Хотя вода необходима для жизни, структура этой воды в цитозоле изучена слабо, так как методы вроде ядерного магнитного резонанса и спектроскопии дают только лишь общую информацию о структуре воды, не учитывая микроскопические вариации. Даже структура чистой воды понятна плохо из-за склонности воды образовывать водяные кластеры посредством водородных связей.
Классическое представление о воде в клетке таково, что около 5 % воды находится в связанном с другими веществами состоянии (то есть обеспечивает сольватацию), а остальная вода имеет такую же структуру, как чистая вода. Сольватирующая вода неактивна при осмосе и может иметь другие свойства как растворитель, концентрируя одни молекулы и выталкивая другие. Согласно другой точке зрения, на весь цитозоль огромное влияние оказывает большое количество растворённых макромолекул, и поведение цитозольной воды сильно отличается от поведения чистой воды. Есть предположение, что внутри клетки имеются участки большей или меньшей плотности воды, которые могут оказывать сильное влияние на структуру и функции других частей клетки. Однако результаты ядерного магнитного резонанса противоречат этому предположению, так как, согласно этим результатам, 85 % воды клетки ведёт себя как чистая вода, а остальная вода находится в связанном с макромолекулами состоянии и менее подвижна.

### Ионы
Концентрации ионов в цитозоле коренным образом отличаются от таковых во внеклеточной жидкости, кроме того, в цитозоле содержится больше заряженных молекул, таких как белки и нуклеиновые кислоты. В таблице ниже рассматриваются концентрации ключевых ионов в воде и во внеклеточной жидкости.
| Ион                   | Концентрация в цитозоле (мМ) | Концентрация в крови (мМ) |
| --------------------- | ---------------------------- | ------------------------- |
| Калий                 | 139                          | 4                         |
| Натрий                | 12                           | 145                       |
| Хлор                  | 4                            | 116                       |
| Бикарбонат            | 12                           | 29                        |
| Аминокислоты в белках | 138                          | 9                         |
| Магний                | 0,8                          | 1,5                       |
| Кальций               | < 0,0002                     | 1,8                       |

В отличие от внеклеточной жидкости, цитозоль имеет большую концентрацию ионов калия и меньшую концентрацию ионов натрия. Это различие в концентрации ионов необходимо для осморегуляции. Если бы концентрации ионов внутри клетки и вне её были одинаковы, по законам осмоса вода бы непрерывно поступала в клетку из-за того, что клетка содержит больше макромолекул, чем их имеется снаружи. Ионы натрия выкачиваются из клетки, а ионы калия, напротив, закачиваются ферментом Na+/K±АТФ-азой. Далее ионы калия движутся по градиенту концентрации наружу через калиевые каналы, и выход катионов вызывает отрицательный мембранный потенциал. Чтобы сбалансировать разницу в потенциалах, из клетки также выходят отрицательно заряженные ионы хлора через специальные хлоридные каналы. Утрата ионов натрия и хлора компенсирует осмотический эффект высокой концентрации макромолекул внутри клетки.
Клетки могут выдерживать ещё большую разницу в потенциалах, накапливая в цитозоле осмопротекторы, такие как трегалоза и бетаины. Некоторые из этих молекул помогают клетке выжить при полном высушивании и вхождении в криптобиоз. В этом состоянии цитозоль и осмопротекторы превращаются в стеклоподобное твёрдое вещество, которое предохраняет клеточные белки и мембраны от повреждений при высыхании.
Благодаря низкой концентрации кальция в цитоплазме он может работать как вторичный посредник в кальциевых путях передачи сигнала. В этом случае сигнал, такой как молекула гормона или потенциал действия, открывает кальциевые каналы, по которым кальций устремляется в цитозоль. Увеличение концентрации кальция в цитозоле активирует другие сигнальные молекулы, такие как кальмодулин и протеинкиназа C. Другие ионы, такие как ионы хлора и калия, тоже могут выполнять сигнальные роли в цитозоле, но эта роль в настоящее время плохо изучена.

### Макромолекулы
Белковые молекулы, которые не прикреплены к мембранам или цитоскелету, растворены в цитозоле. Количество белков в клетках чрезвычайно велико и приближается к 200 мг/мл, белки занимают от 20 до 30 % всей клетки. Однако измерение точного количества белка в цитозоле интактной клетки очень сложно, поскольку некоторые белки слабо связаны с мембранами или органеллами и выходят в раствор при лизисе клеток. Действительно, эксперименты, в которых плазматическая мембрана клетки аккуратно разрушалась под действием сапонина без повреждения других мембран, показали, что наружу выходит четверть белков. Такие полуразрушенные клетки были способны, тем не менее, синтезировать белки, если в доступе есть АТФ и аминокислоты, поэтому многие белки цитозоля в действительности связаны с цитоскелетом. Однако идея о том, что большинство белков прочно связаны с сетью, называемой микротрабекулярная решётка (англ. microtrabecular lattice), в настоящее время представляется маловероятной.
У прокариот геном содержится в цитозоле в виде структуры, называемой нуклеоидом. Нуклеоид представляет собой неупорядоченную массу ДНК и ассоциированных белков, которые контролируют репликацию и транскрипцию бактериальной хромосомы и плазмид. У эукариот геном заключён в ядре, который отделён от цитозоля ядерными порами, не допускающими свободного прохождения молекул диаметром более 10 нм.
Высокая концентрация молекул в цитозоле порождает эффект, известный как макромолекулярное уплотнение, при котором эффективная концентрация молекул повышается, поскольку у них нет места для свободного движения. Этот эффект может вызывать существенные изменения в скорости химической реакции и положении равновесия. Его действие на изменение констант диссоциации особенно важно, поскольку благодаря этому благоприятной становится ассоциация макромолекул, например, сборка белков в мультибелковый комплекс и связывание ДНК-связывающих белков со своей мишенью на молекуле ДНК.

## Организация
Хотя компоненты цитозоля не отделены друг от друга мембранами, они не смешиваются друг с другом случайным образом, и внутри цитозоля имеется несколько уровней организации, локализующих молекулы в специальных сайтах цитозоля.

### Градиенты концентрации
Хотя мелкие молекулы быстро диффундируют в цитозоле, внутри цитозоля могут поддерживаться специальные градиенты концентрации. Хорошим примером могут служить «кальциевые вспышки» (англ. calcium sparks), которые появляются на короткий период времени в участке рядом с открытым кальциевым каналом. «Вспышки» достигают около 2 мкм в диаметре и длятся всего несколько миллисекунд, хотя некоторые вспышки могут сливаться с образованием более крупных градиентов — «кальциевых волн» (англ. calcium waves). Градиенты концентрации других малых молекул, таких как кислород и АТФ, могут образовываться вблизи кластеров митохондрий, но механизм их образования менее понятен.

### Белковые комплексы
Белки могут ассоциировать друг с другом с образованием белковых комплексов, которые часто содержат набор белков с похожими функциями, например, набор ферментов, катализирующих разные этапы одного и того же метаболического пути. Благодаря этому формируются субстратные каналы (англ. Substrate channeling), при которых продукты реакции одного фермента передаются непосредственно следующему ферменту пути без высвобождения в раствор. Субстратные каналы могут сделать метаболический путь более быстрым и эффективным, чем если бы ферменты располагались в цитозоле случайным образом, и предотвращают выход в раствор нестабильных промежуточных продуктов пути. Хотя в большом количестве метаболических путей ферменты плотно связаны друг с другом, существуют и более слабо связанные ферментные комплексы, которые очень трудно изучать вне клетки. Поэтому и значимость этих комплексов для метаболизма остаётся неясной.

### Белковые компартменты
Некоторые белковые комплексы содержат внутри полость, изолированную от цитозоля. Примером такого комплекса может служить протеасома. Набор субъединиц протеасомы формирует полый «бочонок», содержащий протеазы, разрушающие цитоплазматические белки. Присутствие в цитоплазме неправильно уложенных белков небезопасно, поэтому «бочонок» покрыт регуляторными белками, которые распознают белки с меткой о деградации (убиквитиновой меткой) и направляют их в протеасому для разрушения.
Другой класс белковых компартментов — бактериальные микрокомпартменты, которые состоят из белковой оболочки, заключающей в себе разнообразные ферменты. Обычно такие компартменты имеют размер 100—200 нм и состоят из плотно подогнанных друг к другу белков. Хорошо изученным примером микрокомпартмента может служить карбоксисома, которая содержит ферменты фиксации углерода (например, рубиско).

### Цитоскелетное сито
Хотя цитоскелет не является частью цитозоля, присутствие этой сети филаментов ограничивает диффузию крупных частиц внутри клетки. Например, в нескольких экспериментах контрольные частицы размером около 25 нм (почти как рибосома) удалялись из частей цитозоля, расположенных вблизи границы клетки и клеточного ядра. Такие компартменты могут содержать более густую сеть из актиновых филаментов, чем остальной цитозоль. Эти микродомены могут влиять на расположение крупных частиц вроде рибосомы и других органелл, концентрируя их в одних местах клетки и вытесняя из других.

## Функции
У цитозоля нет какой-то одной функции, потому что в нём протекает множество процессов. Среди этих процессов передача сигнала от клеточной мембраны к местам внутри клетки, таким как клеточное ядро и разные органеллы. В цитозоле также происходят многие реакции цитокинеза после распада ядерной оболочки в митозе. Другая значительная роль цитозоля — транспорт метаболитов от мест образования к местам использования. Среди метаболитов относительно простые водорастворимые молекулы, такие как аминокислоты, которые могут быстро диффундировать через цитозоль. Однако гидрофобные молекулы, такие как жирные кислоты или стеролы, могут переноситься в цитозоле с помощью специальных белков, которые транспортируют эти молекулы между мембранами. В составе везикул в цитозоле транспортируются молекулы, захваченные при эндоцитозе или предназначенные для секреции. Везикулы — это маленькие липидные мешочки, двигающиеся по цитоскелету при помощи моторных белков.
У прокариот в цитозоле протекает большинство метаболических процессов, как и у эукариот. Так, у млекопитающих около половины белков локализуются в цитозоле. Показано, что у дрожжей почти все метаболические пути и метаболиты локализованы в цитозоле. Среди метаболических процессов, которые у животных протекают в цитозоле, — синтез белка, пентозофосфатный путь, гликолиз и глюконеогенез. У других организмов эти метаболические пути могут быть локализованы иначе. Например, у растений синтез жирных кислот протекает в хлоропластах, а у апикомплексов — в апикопласте.